# آنا يوهانسون
آنا يوهانسون (بالسويدية: Anna Johansson)‏ هي لاعبة هوكي الجليد سويدية، ولدت في 4 أغسطس 1994.

## وصلات خارجية
- آنا يوهانسون على موقع Eurohockey.com (الإنجليزية)
- آنا يوهانسون على موقع اللجنة الأولمبية الدولية (الإنجليزية)
- آنا يوهانسون على موقع أوليمبيديا (الإنجليزية)
- آنا يوهانسون على موقع اللجنة الأولمبية السويدية (السويدية)